# Anna Zorska
Anna Zorska (ur. 14 lipca 1947 w Dęblinie) – profesor zwyczajny, doktor habilitowany nauk ekonomicznych, specjalizacja naukowa:  ekonomia międzynarodowa, biznes międzynarodowy, globalizacja, korporacje transnarodowe, ekonomia innowacji. Pracownik Instytut Studiów Międzynarodowych Szkoły Głównej Handlowej w Warszawie.  

## Życiorys
W 1970 uzyskała tytuł magistra ekonomii na Wydziale Handlu Zagranicznegow Szkole Głównej Planowania i Statystyki. Pracę doktorską dotyczącą analizy rynków zagranicznych obroniła w 1981 r. Pracę habilitacyjną pt. Ku globalizacji? Przemiany w korporacjach transnarodowych i w gospodarce światowej obroniła w 1999 r. W 2009 r. otrzymała tytułu profesora zwyczajnego. W latach 2001–2013 Kierownik Zakładu Globalizacji i Regionalizacji ISM KES SGH, od 2013 Kierownik Zakładu Międzynarodowej Polityki Ekonomicznej ISM KES SGH. Od wielu lat kieruje badaniami naukowymi w ISM.

## Nagrody i odznaczenia
- Polsko-Amerykański Fundusz Przedsiębiorczości, wyróżnienie 1998 rok
- Nagroda I stopnia Ministra Nauki i Szkolnictwa Wyższego
- Nagroda Ministra Nauki i Szkolnictwa Wyższego, dwukrotnie
- Nagroda Rektora Szkoły Głównej Handlowej, czterokrotnie

## Publikacje
Dorobek naukowy to ponad 150 opublikowanych pozycji (również w języku angielskim), w tym dwie autorskie książki: 
- Ku globalizacji? Przemiany w korporacjach transnarodowych i w gospodarce światowej,  WN PWN, Warszawa 1998, 2000, 2002
- Korporacje transnarodowe. Przemiany, oddziaływania, wyzwania, PWE, Warszawa 2007[4]